# Specie di Aeonium
Elenco delle Specie di Aeonium:

## A
- Aeonium × afurense Arango
- Aeonium × aguajilvense Bañares
- Aeonium aizoon (Bolle) T.H.M.Mes
- Aeonium × anagense P.V.Heath
- Aeonium appendiculatum Bañares

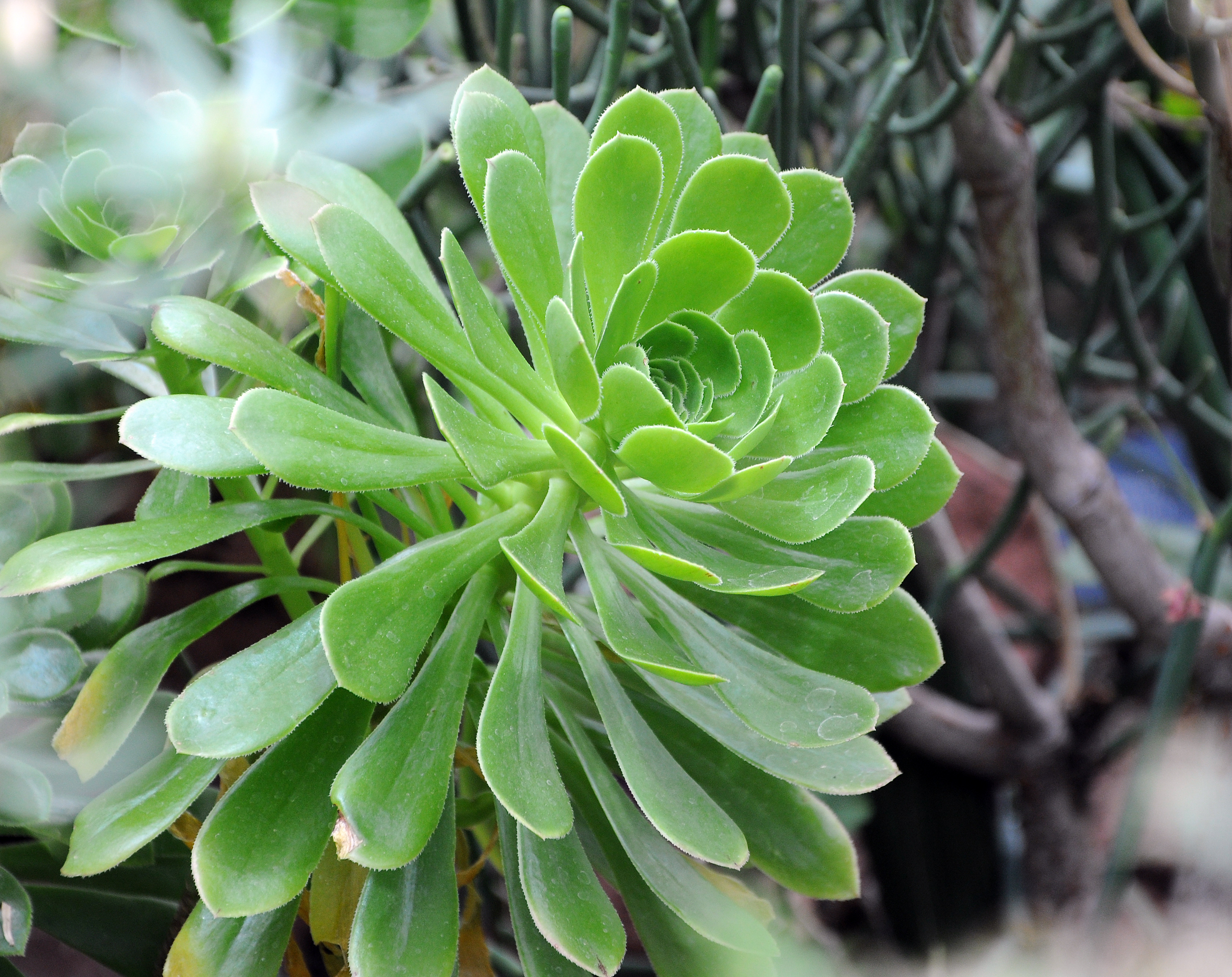
Aeonium aureum

- Aeonium arboreum (L.) Webb & Berthel.
- Aeonium aureum (C.Sm. ex Hornem.) T.H.M.Mes

## B
- Aeonium balsamiferum Webb & Berthel.
- Aeonium × barbatum Webb & Berthel.
- Aeonium × beltranii Bañares
- Aeonium bollei G.Kunkel
- Aeonium bornmuelleri Bañares
- Aeonium × burchardii (Praeger) Praeger

## C
- Aeonium × cabrerae Bañares

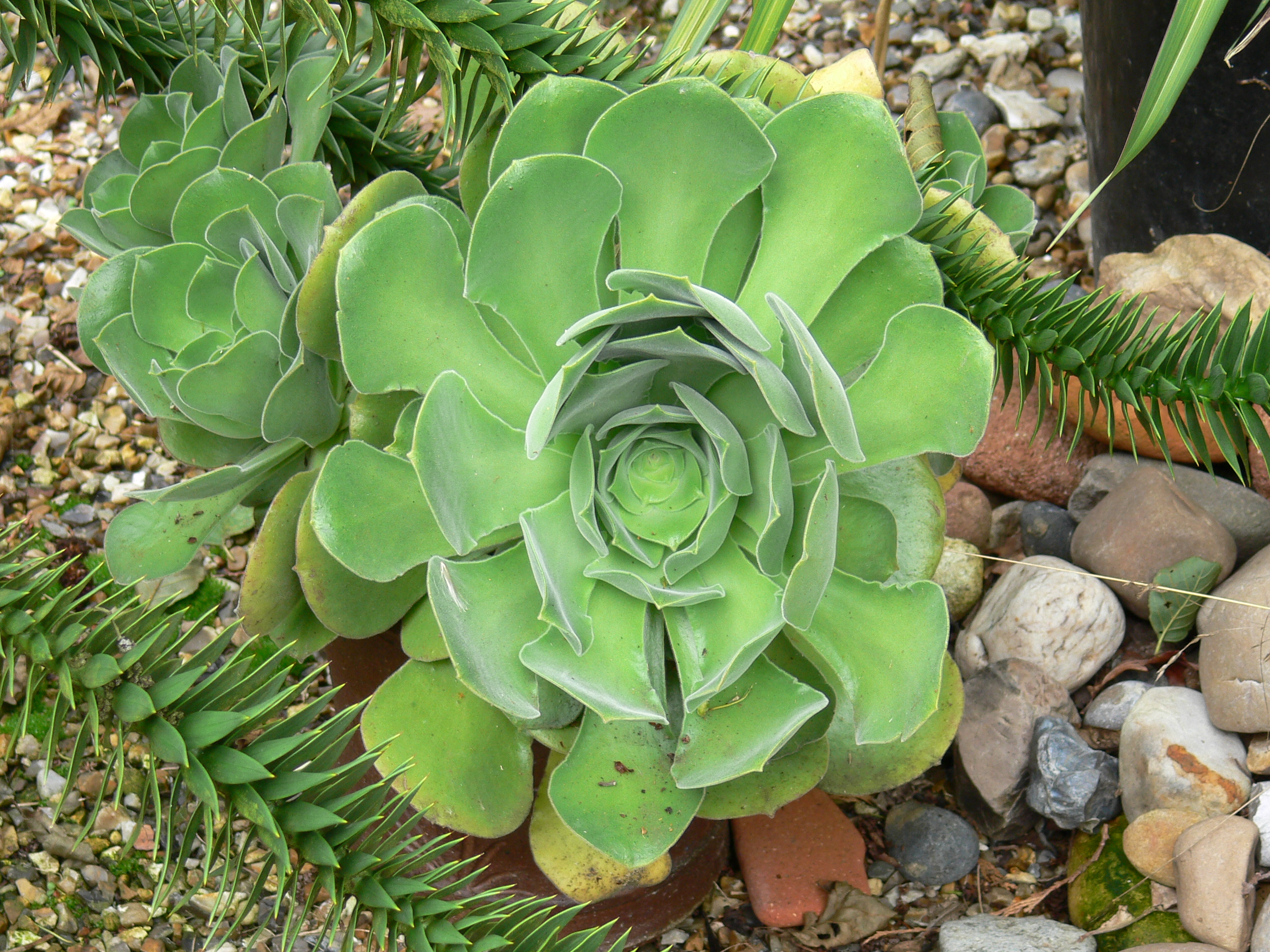
Aeonium canariense

- Aeonium canariense (L.) Webb & Berthel.
- Aeonium castello-paivae Bolle
- Aeonium × castellodecorum Bañares
- Aeonium ciliatum (Willd.) Webb & Berthel.
- Aeonium × cilifolium Bañares
- Aeonium × claperae Arango
- Aeonium cuneatum Webb & Berthel.

## D
- Aeonium davidbramwellii H.Y.Liu
- Aeonium decorum Webb ex Bolle
- Aeonium diplocyclum (Webb ex Bolle) T.H.M.Mes
- Aeonium dodrantale (Willd.) T.H.M.Mes

## E
- Aeonium × edgari P.V.Heath
- Aeonium escobarii Rebmann & Malkm.-Huss.

## G

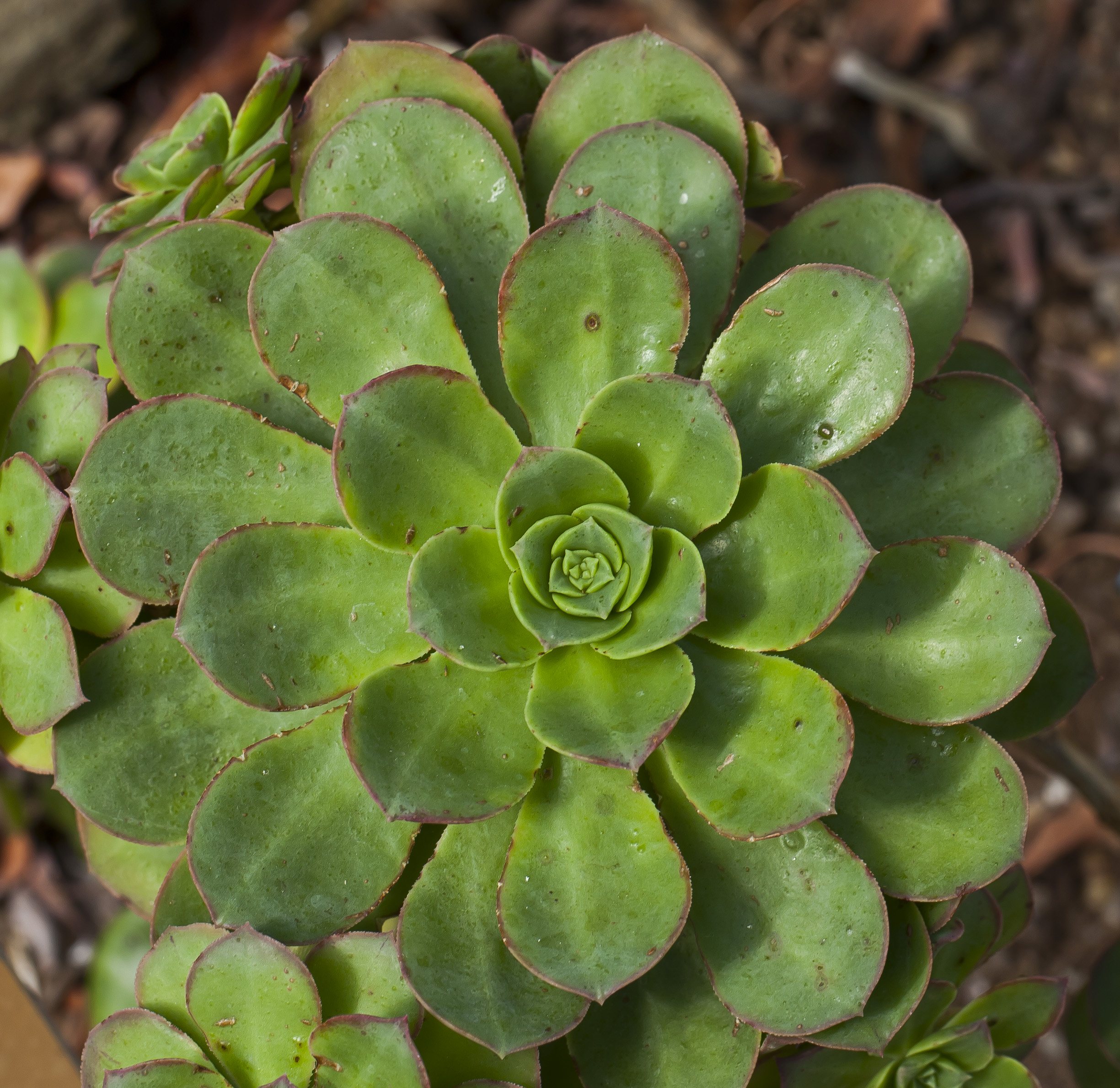
Aeonium gomerense

- Aeonium glandulosum (Aiton) Webb & Berthel.
- Aeonium glutinosum (Aiton) Webb & Berthel.
- Aeonium gomerense (Praeger) Praeger
- Aeonium goochiae Webb & Berthel.
- Aeonium gorgoneum J.A.Schmidt

## H
- Aeonium haworthii Webb & Berthel.
- Aeonium × hernandezii Bañares
- Aeonium hierrense (R.P.Murray) Pit. & Proust
- Aeonium × holospathulatum Bañares
- Aeonium × hornemannii Bañares

## I
- Aeonium × isorense Bañares

## L

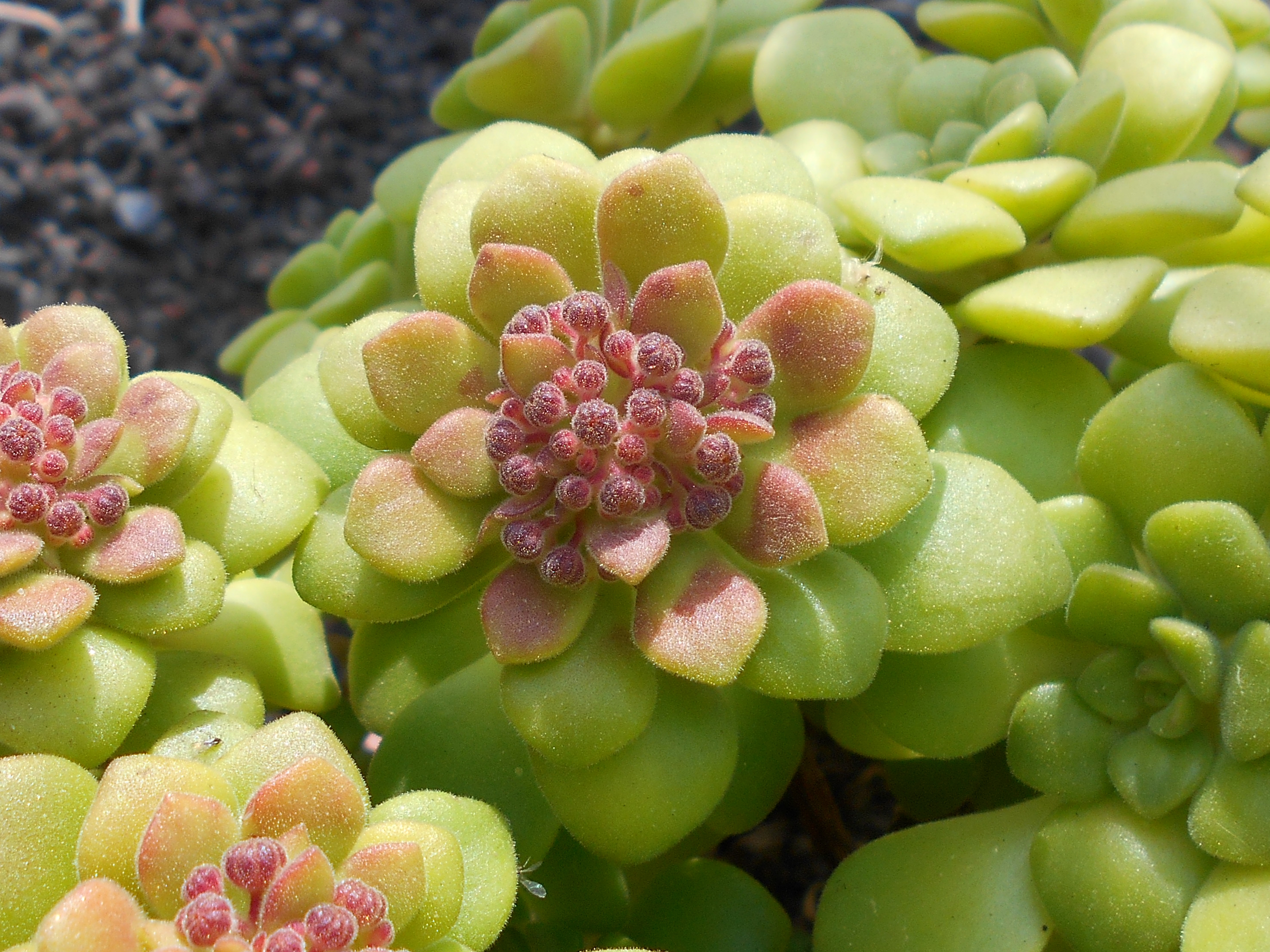
Aeonium lindleyi

- Aeonium × lambii Voggenr. ex Bañares
- Aeonium lancerottense (Praeger) Praeger
- Aeonium × laxiflorum (Macarrón & Bañares) Bañares
- Aeonium × lemsii G.Kunkel
- Aeonium leucoblepharum Webb ex A.Rich.
- Aeonium × lidii Sunding & Kunkel
- Aeonium lindleyi Webb & Berthel.
- Aeonium × loartei Tavorm.

## M
- Aeonium manriqueorum Bolle
- Aeonium × marreroi Arango
- Aeonium mascaense Bramwell
- Aeonium meridionale Bañares
- Aeonium × mixtum P.V.Heath
- Aeonium × monteaquaense Arango

## N

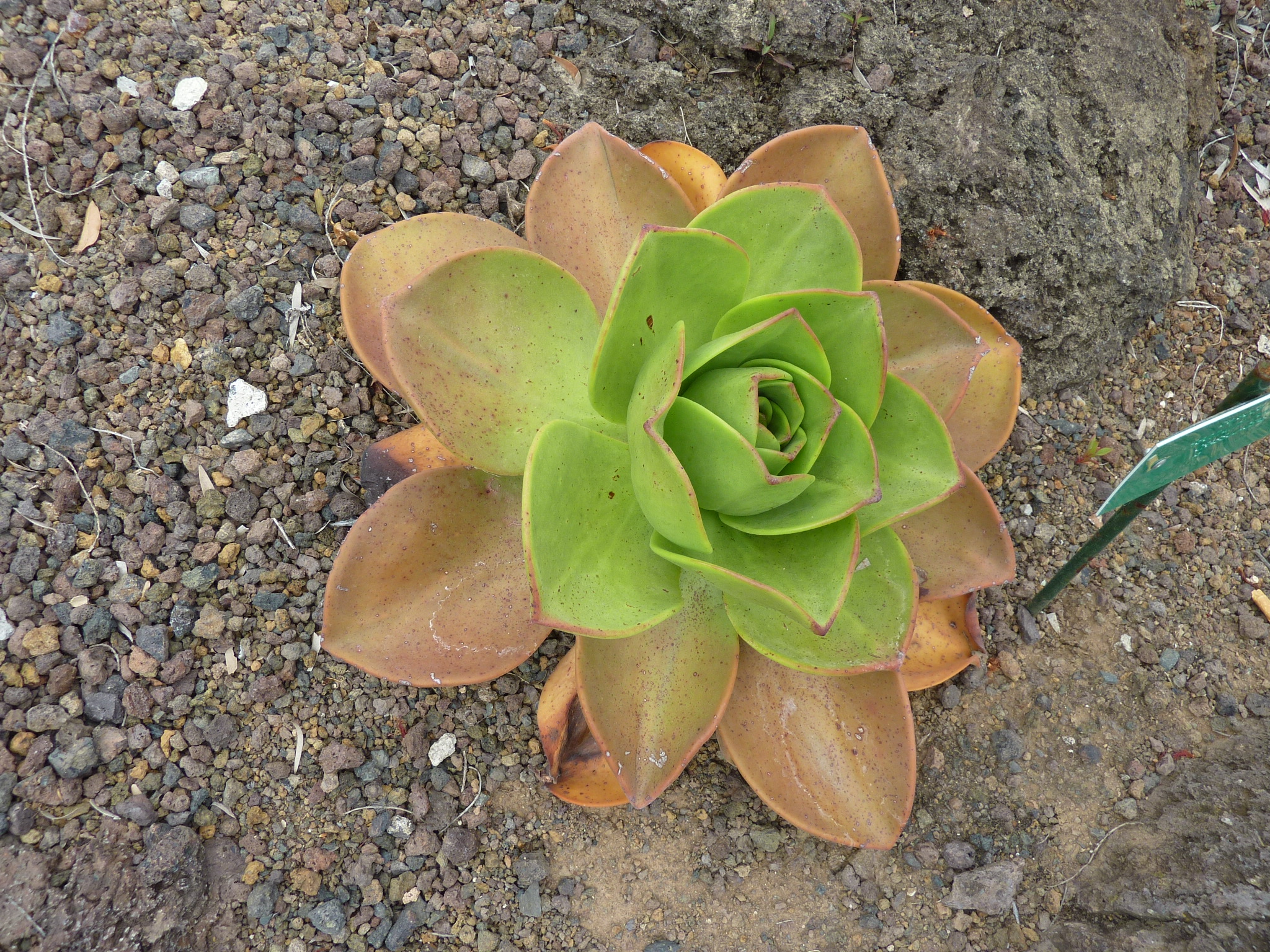
Aeonium nobile

- Aeonium nobile (Praeger) Praeger
- Aeonium × nogalesii Bañares

## O
- Aeonium occidentale Bañares
- Aeonium × orbelindense Bañares

## P
- Aeonium palmense Webb ex Christ
- Aeonium percarneum (R.P.Murray) Pit. & Proust
- Aeonium × perezii Bañares
- Aeonium × praegeri G.Kunkel
- Aeonium × proliferum Bañares
- Aeonium × pseudohawbicum Bañares
- Aeonium pseudourbicum Bañares
- Aeonium × puberulum Bañares & A.Acev.-Rodr.

## R
- Aeonium × riosjordanae (Bañares) Bañares
- Aeonium × robustum Bañares
- Aeonium rubrolineatum Svent.

## S
- Aeonium × sanchezii Bañares
- Aeonium saundersii Bolle

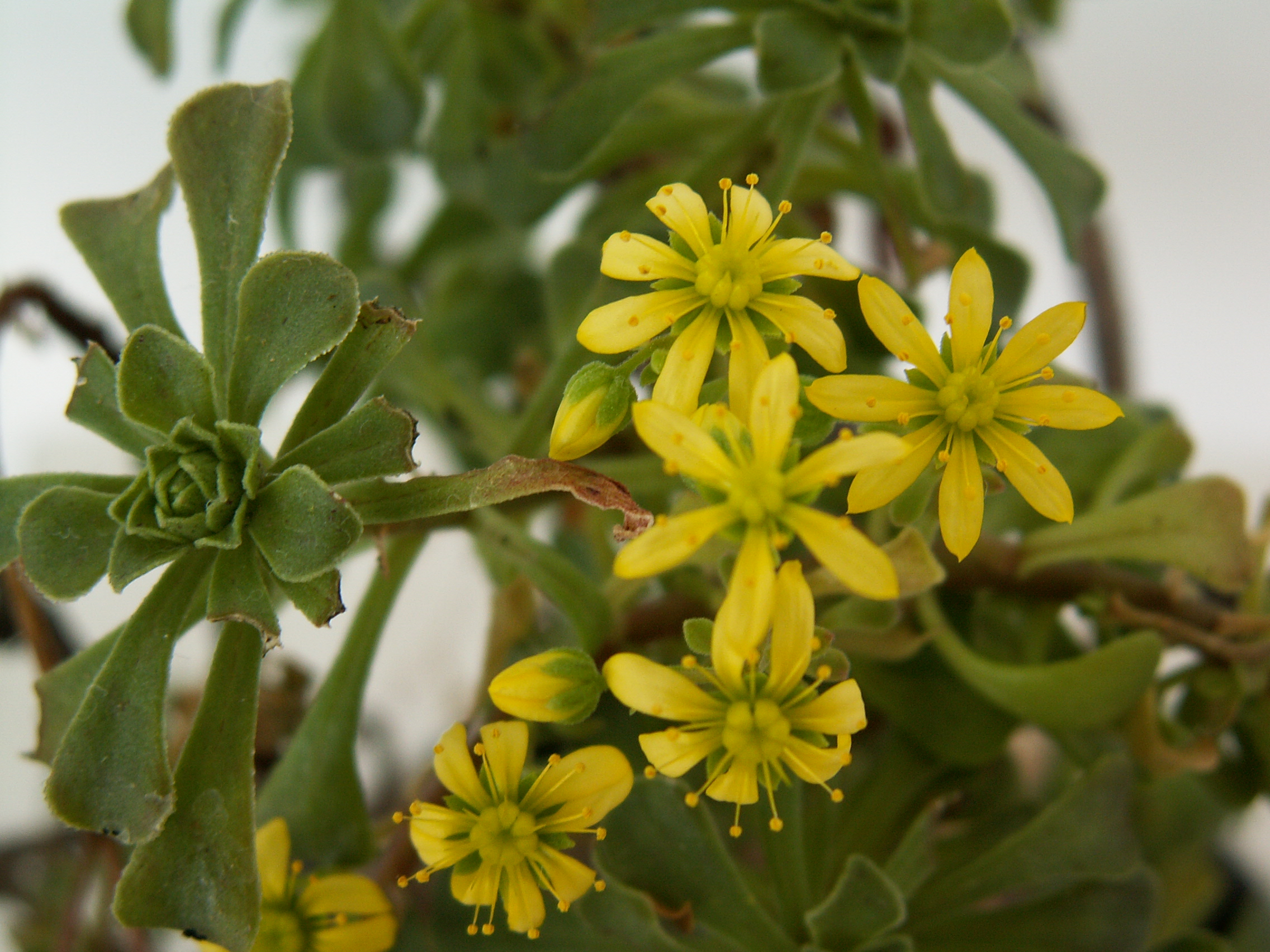
Aeonium spathulatum

- Aeonium sedifolium (Webb ex Bolle) Pit. & Proust
- Aeonium × septentrionale Bañares & C.Ríos
- Aeonium simsii (Sweet) Stearn
- Aeonium smithii (Sims) Webb & Berthel.
- Aeonium spathulatum (Hornem.) Praeger
- Aeonium × splendens Bramwell & G.D.Rowley
- Aeonium stuessyi H.Y.Liu
- Aeonium × sventenii  G.Kunkel

## T
- Aeonium tabuliforme (Haw.) Webb & Berthel.
- Aeonium × tamaimense Bañares
- Aeonium × teneriffae Bramwell & G.D.Rowley
- Aeonium tijarafense A.Santos ex Bañares
- Aeonium timense Bañares & Macarrón

## U
- Aeonium × uhlii Tavorm. & S.Tavorm.
- Aeonium undulatum Webb & Berthel.
- Aeonium urbicum (C.Sm. ex Hornem.) Webb & Berthel.

## V
- Aeonium valverdense (Praeger) Praeger
- Aeonium × velutinum (N.E.Br.) Praeger
- Aeonium virgineum Webb ex Christ
- Aeonium volkeri E.Hern. & Bañares

## W
- Aeonium wildpretii Bañares